# Isla San Pedro Mártir
San Pedro Mártir es el nombre de una isla de México situada en el golfo de California, a mitad de camino entre la costa del estado de Baja California y el de Sonora. 
San Pedro Mártir se encuentra en el centro del golfo de California y es la isla más aislada en el golfo, situada a 51 km de la península de Baja California y a 53 km de la costa de Sonora.  La isla posee 2 km de largo y 1,5 km de ancho máximo, con un total de 2,729 km² de superficie total (272 hectáreas). 
San Pedro Mártir está deshabitada y se encuentra a 60 km de Bahía de Kino, la ciudad más cercana en el estado de Sonora en la costa oeste del país. 
En 2005, la isla fue clasificada junto con otras 244 como Patrimonio Mundial de la Humanidad por la UNESCO, e incluida en las islas y áreas protegidas del golfo de California.